# Татарское Ахметьево
Тата́рское Ахме́тьево (тат. Татар Әхмәте) — село в Алькеевском районе Республики Татарстан, в составе Чувашско-Бродского сельского поселения.

## География
Село находится в Западном Закамье, в лесостепной зоне. Расположено на реке Малый Черемшан, в 25 км к юго-востоку от районного центра, села Базарные Матаки. Абсолютная высота — 82 метра над уровнем моря.

### Климат
Климат в селе умеренно-континентальный, Dfb по классификации Кёппена. Средняя температура воздуха — 5,1 °C, среднегодовое количество осадков — 657 мм.

## История
В «Списке населенных мест по сведениям 1859 года», изданном в 1866 году, населённый пункт упомянут как казённая деревня Татарское Ахметево 2-го стана Спасского уезда Казанской губернии. Располагалась при реке Малом Черемшане, на коммерческом Самарском тракте, в 64 верстах от уездного города Спасска и в 24 верстах от становой квартиры в казённой деревне Базарные Матаки. В деревне в 120 дворах жили 636 человек (429 мужчин и 408 женщин). Была мечеть.

## Население
Численность населения по годам.
| 1782 | 1859 | 1897  | 1908  | 1920  | 1926 | 1938 |
| ---- | ---- | ----- | ----- | ----- | ---- | ---- |
| 221  | ↗761 | ↗1002 | ↗1328 | ↗1411 | ↘650 | ↘599 |
| 1949 | 1958 | 1970  | 1979  | 1989  | 2002 | 2010 |
| ↘453 | ↗513 | ↗788  | ↘623  | ↘445  | ↗468 | ↘402 |
| 2012 | 2015 |       |       |       |      |      |
| ↘401 | ↘400 |       |       |       |      |      |

Национальный состав села: татары.

## Инфраструктура
В селе действуют отделение связи, 2 магазина. В селе 6 улиц.
Имеется подъезд к автодороге регионального значения 16К-0191. Через село проходит автобусный маршрут «Базарные Матаки — Аппаково».